# Cratere Citrine
Citrine è un cratere sulla superficie dell'asteroide 2867 Šteins.